# 傅家村 (章丘市)
傅家村，中华人民共和国山东省济南市章丘市高官寨镇所辖的一个行政村。全行政村人口719户、2742人。耕地面积6237亩。行政区划代码370181114212。